# King Star King
King Star King è una webserie animata statunitense del 2014, creata da J.J. Villard e Eric Kaplan (solo nell'episodio pilota).
Preceduta da un episodio pilota trasmesso su Adult Swim il 3 novembre 2013, la serie è stata pubblicata per la prima volta negli Stati Uniti su Adult Swim Video dal 15 giugno al 3 agosto 2014, per un totale di 6 episodi riparti su una stagione.
Un episodio speciale intitolato King Star King!/!/!/ è stato trasmesso su Adult Swim il 13 febbraio 2023.

## Trama
La serie ruota attorno a King Star King, un uomo alto, biondo e muscoloso. Dopo aver sedotto il suo amore, la principessa Biancaneve, cade dal suo piano più elevato di esistenza per servire come cuoco in una casa fatiscente fatta di waffle. Per reclamare il suo posto nei cieli, cerca di combattere la sua amnesia per sconfiggere il malvagio Spring Bunny e salvare Biancaneve.

## Episodi
| Stagione       | Episodi | Prima TV USA | Prima TV Italia |
| -------------- | ------- | ------------ | --------------- |
| Prima stagione | 6       | 2014         | inedita         |
| Speciali       | 1       | 2023         | inedito         |

## Personaggi e doppiatori

### Personaggi principali
- King Star King / Greg MacNelson, voce originale di Tommy Blacha.
- Pooza, voce originale di J.J. Villard.
- Hank Waffles, voce originale di Tommy Blacha e Justin Roiland (ep. speciale).
- Gurbles, voce originale di Tommy Blacha.

### Personaggi ricorrenti
- Narratore, voce originale di Robin Atkin Downes.
- Principessa Biancaneve, voce originale di Mallory McGill (ep. pilota) e Rachel Butera.
- Spring Bunny, voce originale di Eric Kaplan.

### Personaggi secondari
- Alfonso Molestro, voce originale di Robin Atkin Downes.
- Baronessa Sludgeclot, voce originale di Rachel Butera.
- Fat Frank, voce originale di Tommy Blacha.
- Smear, voce originale di Rachel Butera.
- Mike Balls, voce originale di Tommy Blacha.
- Mrs. Balls, voce originale di Rachel Butera.
- Tim Tumor, voce originale di Robin Atkin Downes.
- Burger Bitch, voce originale di Rachel Butera.
- Kwa Kwa, voce originale di Tommy Blacha.
- Eddie 5 Antlers, voce originale di Will Sasso.

## Produzione
L'episodio pilota è stato annunciato come parte del programma di sviluppo della rete nel 2012. In seguito è stato rivelato che King Star King sarebbe stato pubblicato su Adult Swim Video come webserie in anteprima dal 15 giugno 2014. La rete ha condotto un sondaggio online per stabilire se gli episodi sarebbero dovuti essere pubblicati quotidianamente o tutti insieme. L'11 giugno, la rete ha annunciato che avrebbe pubblicato simultaneamente tutti e sei gli episodi della prima stagione. Il 9 giugno è stato annunciato un concorso che promuoveva sei possibilità di vincere un artwork originale di Villard.